# 上野砂由紀
上野　砂由紀（うえの さゆき、女性、1974年 - ）は日本のガーデンデザイナー。北海道旭川市出身。

## 経歴
大学卒業後、北海道内のアパレル会社に勤務。園芸を学ぶため退職しイギリスに渡る。帰国後、米作農家を営む旭川市の実家で、英国風庭園をモデルとした庭づくりを始める。2001年から自宅庭園を「上野ファーム」として一般開放。3年後の2004年には著名な園芸誌「BISES」のコンテストでグランプリを受賞し、一躍有名ガーデナーとなる。2008年に放送されたドラマ「風のガーデン」の舞台となる富良野市の庭園も手がけた。このドラマでは上野ファームも舞台として登場した。

## 北海道ガーデン
- 上野は「北海道の庭園は、北海道外とは異なる独自の環境・文化・背景をもつ北海道ガーデンである」という概念を提唱している。上野ファームもイングリッシュガーデンとして出発したが、現在では「北海道ガーデン」と名乗っており、英国風庭園とは一線を画している。
- 2009年より十勝地方のガーデンと連携し、旭川市と十勝地方を結ぶ「北海道ガーデン街道」を展開。地域活性化への取り組みも行っている。

## 関連人物
- 倉本聰 - 「風のガーデン」の脚本家。上野に造園を依頼する。
- 黒木メイサ - 「風のガーデン」の登場人物。上野をモデルとしている。

## 著書
- 『北の大地の夢みるガーデン』 (集英社)
- 『上野砂由紀の庭ノート ガーデン花図鑑』 (ベネッセコーポレーション)
- 『上野さんの庭しごと』 (エフジー武蔵)

## テレビ出演
- ひるブラ「癒やしの空間☆天空のガーデン！〜北海道・上川町〜」（NHK総合、2016.8.29）